# Joseph Seiss

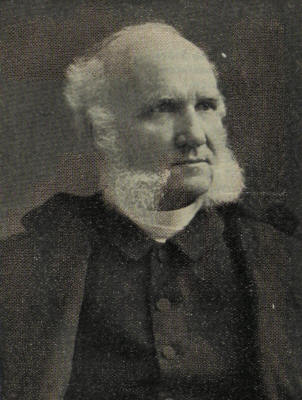
Joseph A. Seiss.

Joseph Augustus Seiss (18 de Março de 1823 — 20 de Junho de 1904) foi um teólogo estadunidense e pastor da Igreja Luterana. É conhecido por seus escritos sobre Piramidologia e Dispensacionalismo.

## Vida
Seiss nasceu na região rural de Graceham, localizada no estado americano de Maryland. Seu interesse em assuntos de caráter religioso surgiu ainda na juventude. Com a idade de 15 anos, tornou-se membro da Igreja Moraviana e determinou-se a prosseguir no campo ministerial. No início de 1839 matriculou-se na Gettysburg College, uma universidade da Pensilvânia, EUA, onde estudou por cerca de 1 ou 2 anos, embora tenha finalizado seus cursos teológicos por meio de estudo particular. 
Em 1842 estava licenciado a pregar pelo Sínodo de Virginia, sendo ordenado ao ministério luterano em 1844. No ano de 1875, foi eleito pastor da recém-formada "Church of the Holy Communion" (Igreja da Sagrada Comunhão) em Filadélfia. Seus contemporâneos o descrevem como "um eloquente orador no púlpito" e de que seu estilo "é claro, ornado, atraente e convincente".
Ao anunciar a sua morte, o jornal "The New York Times" o descreveu como sendo "um dos mais importantes homens da Igreja", ou seja, da Igreja Luterana.

## Obras e influências
Seiss é autor de vários livros, sendo a grande maioria voltada a assuntos religiosos. Era adepto de teorias piramidológicas cristãs, e dessa forma, acreditava que a Grande Pirâmide do Egito havia sido construída sob orientação divina. Uma de suas obras mais conhecidas (e que trata deste assunto) tem como título: "A Miracle in Stone: Or, The Great Pyramid of Egypt", e esta tornou-se uma importante referência no estudo dessa área pseudocientífica, mesmo nos dias de hoje.
Suas obras influenciaram o escritor e ministro adventista George Storrs e também a Charles Taze Russell, o fundador do movimento dos Estudantes da Bíblia e da Sociedade Torre de Vigia. 